# Bathypaguropsis kuroshioensis
Bathypaguropsis kuroshioensis is een tienpotigensoort uit de familie van de Paguridae. De wetenschappelijke naam van de soort is voor het eerst geldig gepubliceerd in 1978 door Miyake.